# Kapuzinerkloster Landshut

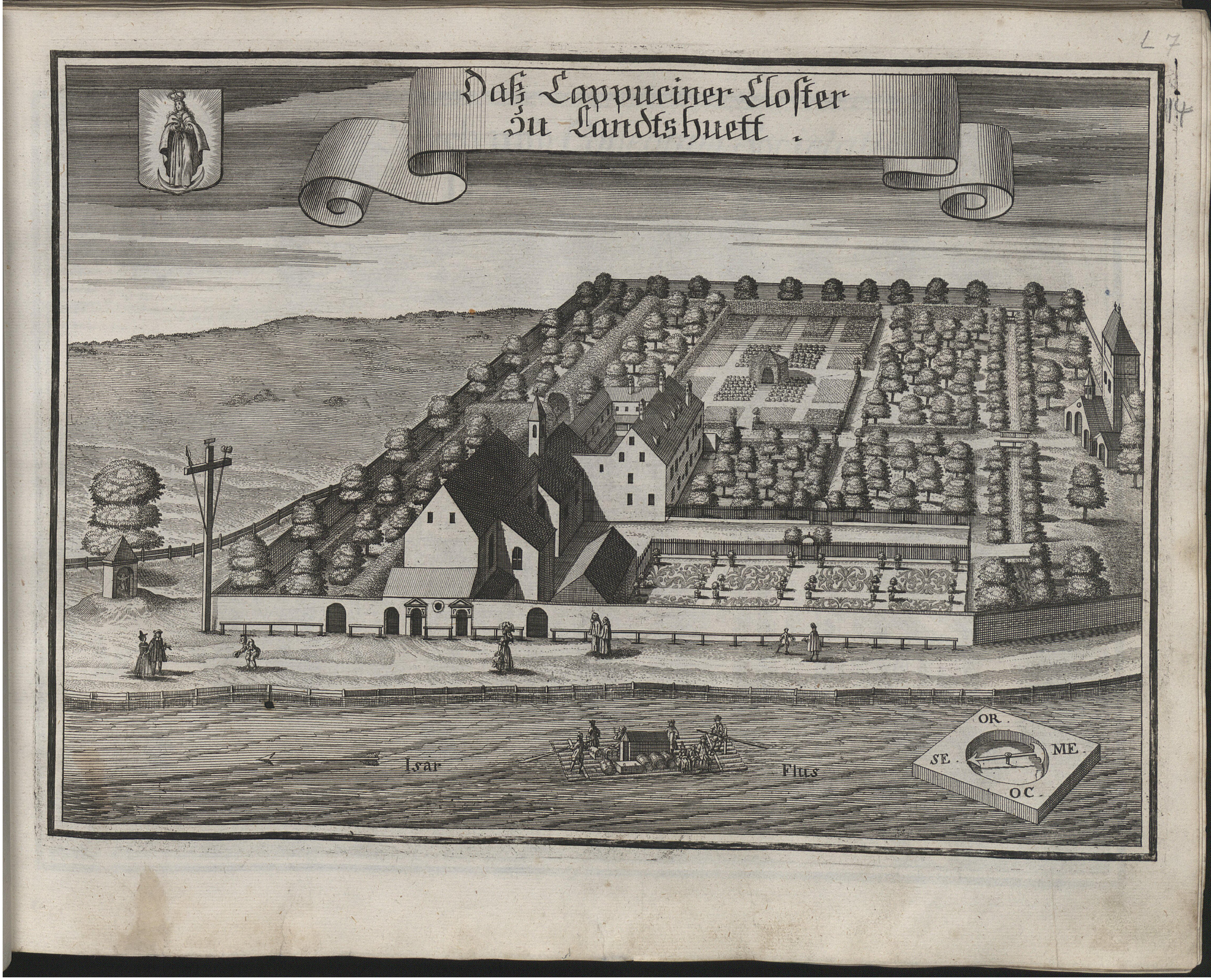
Kapuzinerkloster Landshut, Stich aus der Historico-Topographica Descriptio von Michael Wening, 1723

Das Kapuzinerkloster Landshut ist ein ehemaliges Kloster der Kapuziner in Landshut in Niederbayern in der Erzdiözese München und Freising.

## Geschichte
Das Mariä Himmelfahrt geweihte Kloster wurde 1610 gegründet und 1802 im Zuge der Säkularisation aufgelöst.
Es war die vierte Niederlassung des Kapuzinerordens in Bayern nach München (1600), Augsburg (1601) und Rosenheim (1606). Herzog Maximilian von Bayern stiftete das Kloster und finanzierte zum größten Teil die Errichtung der Gebäude. Am 24. April 1611 wurde die neue Klosterkirche der Himmelfahrt Mariens geweiht, die schlichte Seitenkapelle dem Ordensstifter Franziskus und die beiden Seitenaltäre dem Heiligen Antonius von Padua und dem Heiligen Felix von Cantalice. Besonders letzterer wurde von den Landshutern verehrt und erhielt in der Folgezeit zahlreiche Votivtafeln. Außerdem besaß die Kirche einen Partikel vom Blut Christi als Reliquie.
Als Landshut im Jahr 1634 im Dreißigjährigen Krieg von den Schweden heimgesucht wurde, wurde das Kloster völlig verwüstet. Beim zweiten Schwedeneinfall im Jahr 1648 wurden alle Landshuter Klöster bis auf das Kapuzinerkloster besetzt. Somit entgingen die damals standhaften Ordensbrüder der erneuten Zerstörung ihres Klosters.
Von Anfang an besaß das Kloster ein Noviziat, seit dem Ausbau 1667 auch eine Studienanstalt für Philosophie und Theologie. Von 1723 existiert ein Kupferstich von Michael Wening, auf dem der damalige Zustand der Klostergebäude zu sehen sind. Aus dem Jahr 1788 ist bekannt, dass damals 38 Kapuziner das Kloster bewohnten, darunter 27 Patres, fünf Studenten und sechs Laienbrüder. Ihre seelsorgerische Tätigkeit erstreckte sich zu diesem Zeitpunkt auf nicht weniger als 33 Kirchen.
Trotz der eindringlichen Gesuche des Stadtrates und des Stadtpfarrers wurde das Kapuzinerkloster im Zuge der Säkularisation 1802 aufgehoben. Die Kirche wurde wenige Jahre später abgebrochen und das Baumaterial für die Errichtung des Maxwehrs an der Isar verwendet. Seit 1839 befanden sich die Klostergebäude im Besitz der Stadt Landshut und wurden lange Zeit als städtischer Bauhof genutzt. Nach längerem Leerstand wurden die Konventgebäude in den Jahren 1995 und 1996 abgebrochen und wichen in den Folgejahren einem neuen Stadtteilzentrum „Am Alten Viehmarkt“ – bestehend unter anderem aus dem neuen Sparkassengebäude und dem City Center Landshut (CCL).

## Trivia
Heute weist nur noch der Name Kapuzinerweg für einen Fußweg entlang der Westseite des City Centers Landshut auf das ehemalige Kloster hin.